# Jarelle Reischel
Jarelle Alexander Reischel (Francoforte sul Meno, 17 maggio 1992) è un cestista tedesco.